# Gottfried Sello
Gottfried Sello (* 4. Februar 1913 in Posen; † 30. Januar 1994 in Hamburg) war ein deutscher Kunsthistoriker und Kunstkritiker. Er konzipierte als Autor und Regisseur zahlreiche Sendungen über alte und zeitgenössische Kunst im Deutschen Fernsehen.

## Leben und Wirken
Nach dem Abitur in Berlin-Zehlendorf studierte Sello Rechtswissenschaft und Kunstgeschichte in Berlin, München und Greifswald und wurde zum Dr. jur. promoviert. Bereits mit zwanzig Jahren schrieb er Beiträge für die von Willy Haas von 1925 bis 1933 herausgegebene Zeitschrift Die Literarische Welt.
Nach der Eheschließung mit der Fotografin Ingeborg Sello in Berlin wurden die Tochter, die spätere Kunsthistorikerin Katrin Sello (1941–1992), und der Sohn Thomas Sello (* 1945) geboren. Die Familie zog 1945 nach Hamburg. Hier gründete Sello im Dezember 1945 die Galerie der Jugend, die ihr Domizil im Dachgeschoss des Finanzamtes in der Steinstraße hatte. Er zeigte Werke von Künstlern, die in der Zeit des Nationalsozialismus nicht öffentlich zu sehen waren, wie unter andern Max Pechstein und Erich Heckel. Die Galerie schloss 1951, da die Räume im Finanzamte nicht mehr zur Verfügung standen. Die Galerietätigkeit war für Sello die Basis für die Bekanntschaft zu zahlreichen Künstlern und Angehörigen der Kunstwelt.

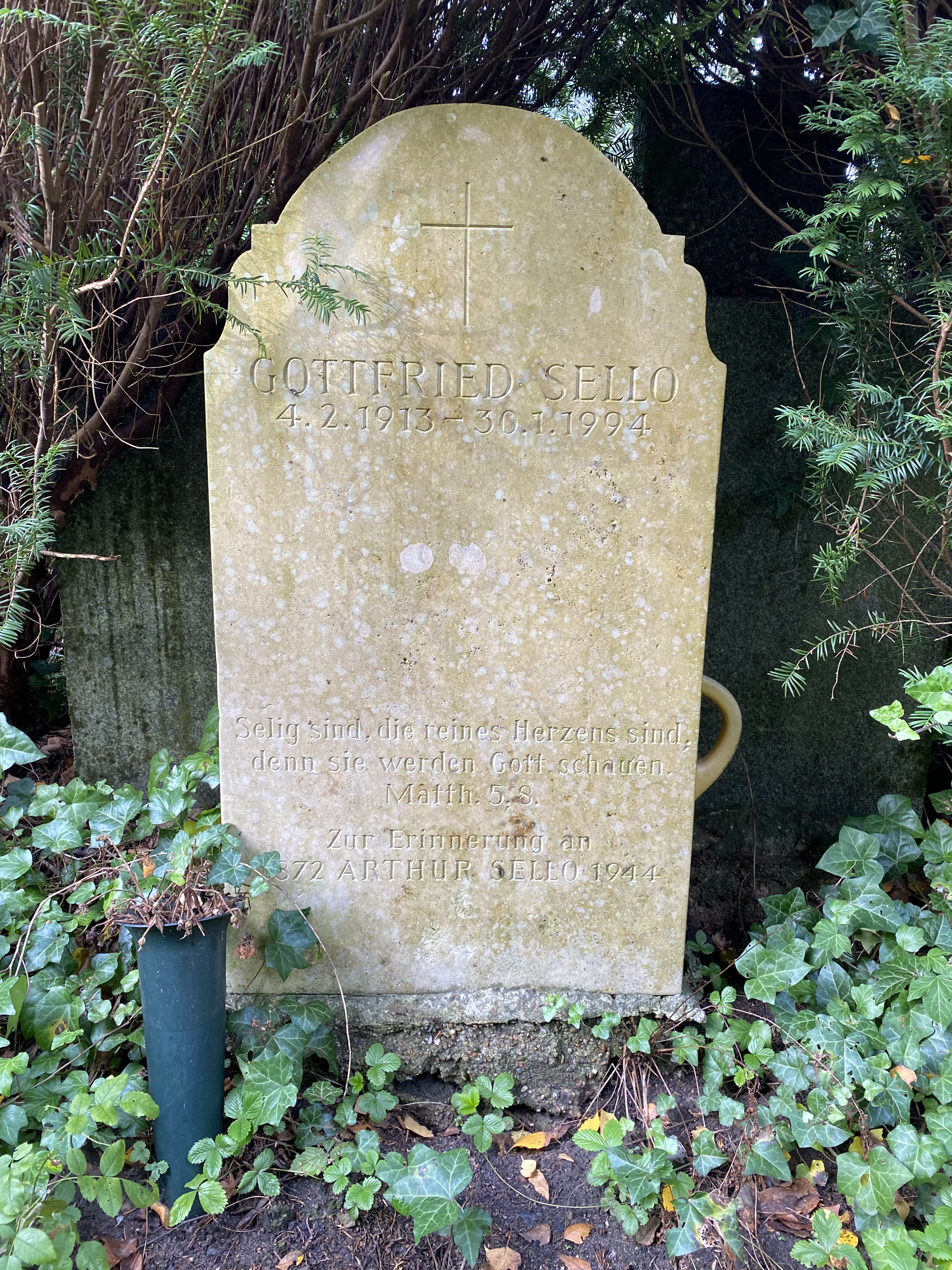
Grabstätte

Anschließend arbeitete Sello als Kunstkritiker für die Hamburger Wochenzeitung Die Zeit. Sein erster Beitrag war die Besprechung einer Ausstellung von Hans Hartung im Hamburger Kunstverein. Später schrieb er auch Artikel für das Hamburger Abendblatt und das Kunstmagazin art. 1961 verfasste Gottfried Sello einen mehrteiligen, architekturkritischen Bericht über Kunst am Bau für die Neue Heimat Monatshefte.
Neben Wibke von Bonin gilt Sello als einer der Protagonisten, die Sendungen über zeitgenössische Kunst im Deutschen Fernsehen produziert haben. Bereits 1964 wirkte er als Autor und Regisseur an der ersten Folge der – bis heute gesendeten – Reihe Titel Thesen Temperamente mit. Es folgten filmische Einzeldarstellungen, unter anderem über Tilman Riemenschneider und Hans Baldung Grien. In Zusammenhang mit den Sendungen erschienen auch seine für ein breites Publikum gedachten Bücher über Riemenschneider und Adam Elsheimer (1985), Veit Stoß (1988) sowie „77 Malerinnen aus fünf Jahrhunderten“. 1992 veröffentlichte er das Buch Auf Caspar David Friedrichs Spuren.
1988 heiratete Sello die Buchautorin Astrid von Friesen, Wohnorte waren Hamburg und Freiberg. Er verstarb wenige Tage vor Vollendung seines 81. Lebensjahres und wurde auf dem Nienstedtener Friedhof in Hamburg beigesetzt.

## Werke
- Kunst der Welt – heute. Eine Darstellung ihrer Erscheinungsformen und Probleme. Rowohlt, Reinbek 1970, ISBN 3-499-60011-0.
- Grandville, Das gesamte Werk. Rogner & Bernhard, München 1972, ISBN 3-920802-22-5.
- Tilman Riemenschneider (mit Toni Schneiders). Lexikographisches Institut, 1983.
- Adam Elsheimer. C. H. Beck, München 1988, ISBN 3-406-32026-0.
- Veit Stoss. Hirmer, München 1988, ISBN 3-7774-4390-5.
- Malerinnen aus fünf Jahrhunderten. Ellert & Richter, Hamburg 1988, ISBN 3-89234-077-3.
- Malerinnen des 20. Jahrhunderts. Ellert & Richter, Hamburg 1994, ISBN 3-89234-526-0.
- Malerinnen aus vier Jahrhunderten. Ellert & Richter, Hamburg 2004, ISBN 978-3-89234-525-1.
- Auf Caspar David Friedrichs Spuren. Ellert & Richter, Hamburg 2006, ISBN 978-3-8319-0022-0.
- Traum ohne Ende … Über die Kunst. Ellert & Richter, Hamburg 2013, ISBN 978-3-8319-0510-2.

## Fernsehsendungen
- Der Abendstern. Hessischer Rundfunk (HR3 5. November 1983)
- Titel, Thesen, Temperamente. Hessischer Rundfunk (für ARD), Folge 1 1964
- Alte Meister: Zwischen Gestik und Manierismus. Der Maler Hans Baldung.
- Alte Meister: Wolf Huber. Ein Maler der Donauschule.

sowie zahlreiche weitere Fernsehfilme über alte und zeitgenössische Kunst